# Monolistra pavani
Monolistra (Typhlosphaeroma) pavani là một loài chân đều trong họ Sphaeromatidae. Loài này được Arcangeli miêu tả khoa học năm 1942.